# Walerija Kobłowa
Walerija Siergiejewna Kobłowa z d. Żołobowa (ros. Валерия Сергеевна Коблова (Жолобова); 9 października 1989) – rosyjska zapaśniczka walcząca w stylu wolnym. Trzykrotna olimpijka. Srebrna medalistka z Rio de Janeiro 2016 w wadze 58 kg; piąta w Londynie 2012 w kategorii 55 kg i Tokio 2020 w kategorii 57 kg.
Srebrna medalistka mistrzostw świata w 2014 i brązowa w 2013. Mistrzyni Europy w 2014. Druga w Pucharze Świata w 2012 i 2015. Triumfatorka uniwersjady w 2013. Ósma na igrzyskach europejskich w 2015. Druga w 2010 i trzecia w 2011 na MŚ juniorów. Wygrała ME U-23 w 2015. Mistrzyni Rosji w latach 2011–2014, 2016–2017 i 2020.